# 阿布鲁佐的蒙特普尔恰诺

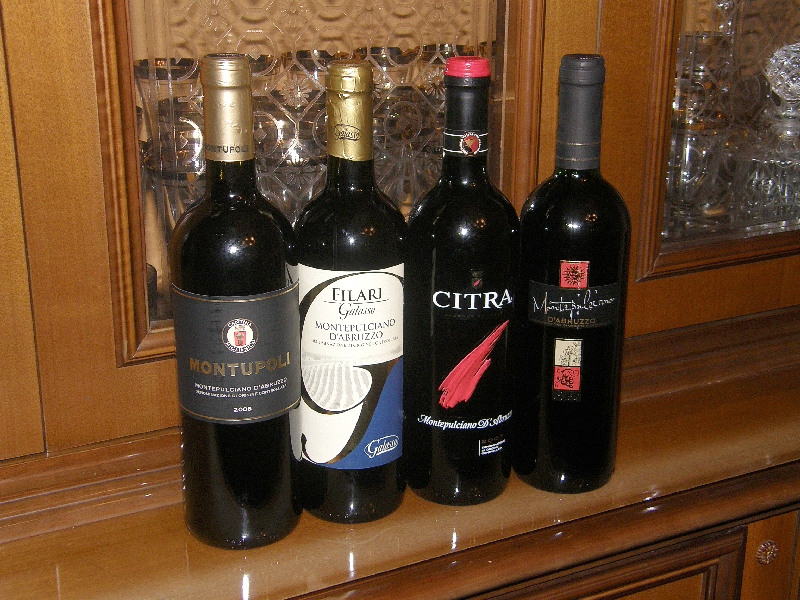
阿布鲁佐的蒙特普尔恰诺

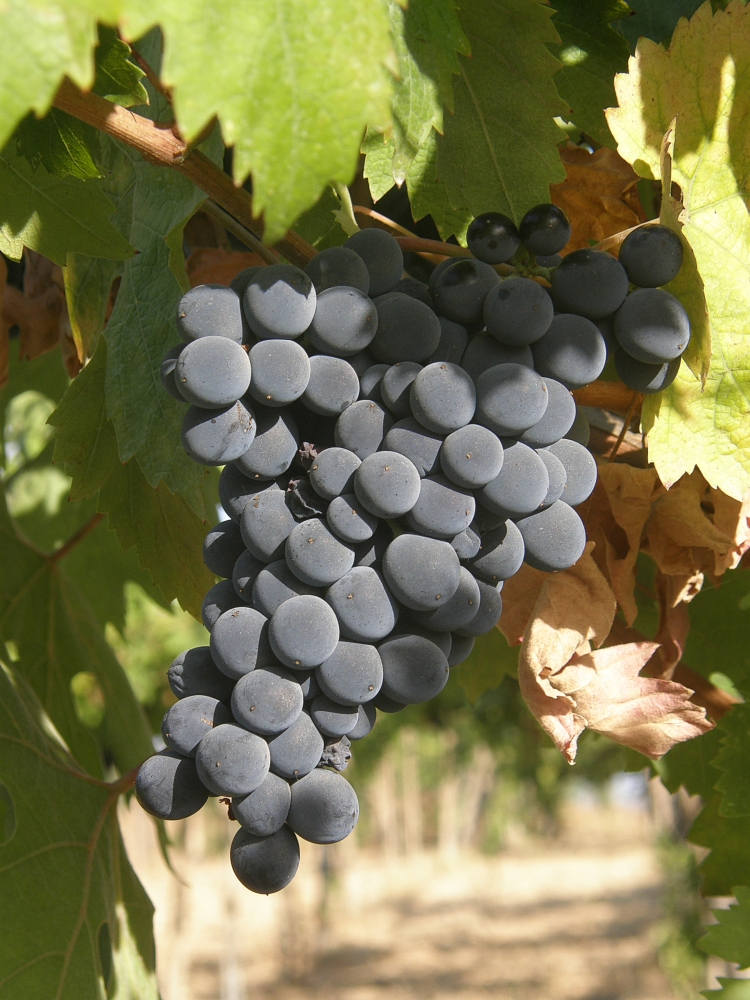
蒙特普尔恰诺葡萄

阿布鲁佐的蒙特普尔恰诺（義大利語：Montepulciano d'Abruzzo）是一个红葡萄酒的类别，由产自意大利中东部阿布鲁佐地区的蒙特普尔恰诺葡萄酿造。不过如今这款葡萄已被推广种植到意大利95个省份中的20个。一般的阿布鲁佐的蒙特普尔恰诺当中至少要含有85%以上的蒙特普尔恰诺葡萄，并允许混合最高可达15％的桑娇维赛葡萄。这是一种典型的具有柔和单宁酸的干红葡萄酒，其特有的果香不带糖分，非常适合搭配各款意大利美食，也深受年轻消费者的喜爱。

## 地区
阿布鲁佐的蒙特普尔恰诺的种植地区主要分布在阿布鲁佐地区的阿奎拉、泰拉莫、基耶蒂和佩斯卡拉4个省份。葡萄园所处的高度低于海拔500米，只有少量坡度朝南的葡萄园被允许高度可达海拔600米。自1993年起，这一地区共有4876名酿造从业者的7293公顷种植园获得意大利商务部的DOC级别地位。而来自泰拉莫的阿布鲁佐的蒙特普尔恰诺果里娜泰拉莫（Montepulciano d’Abruzzo Colline Teramane），因其拥有最好的种植条件而自2003年起被意大利商务部认可为DOCG级别地位。

## 酒质
阿布鲁佐的蒙特普尔恰诺在橡木桶经过约一年的陈酿（若该葡萄酒在橡木桶贮存至少24个月，便可冠以珍藏（Riserva）的标记 ）。灌装后可以贮藏3至4年，一些热门酒品甚至可以承受4至8年的陈酿。
- 颜色：红宝石与红紫色色调。陈酿后呈橙色。
- 香味：愉快醉人。
- 酒精含量：12至13.5度。
- 最佳饮用温度：16至18摄氏度。

## 桃红酒
蒙特普尔恰诺同样可以酿造樱桃红色的桃红葡萄酒，在当地被称为切拉索洛（Cerasuolo）。这款酒应在新酿时饮用，但也可贮存1至2年。饮用温度在12至13摄氏度间。

## 其它
此款酒不应与蒙特普尔恰诺贵族酒（Vino Nobile di Montepulciano）混淆，那是产自蒙特普尔恰诺由桑娇维塞和其它葡萄品种制成的一款托斯卡纳葡萄酒，而并非蒙特普尔恰诺品种。